# Mote de queso
É considerado um prato pertencente ao Caribe colombiano, mais presente nos estados de Córdoba e Sucre. A receita original consiste em uma base de caldo espessa cozida com inhame, alho, sal e cebola que, posteriormente, é misturada com queijo costeño [es]. Algumas outras adaptações podem incluir também tomate, berinjela e um tipo de folhas chamadas "bleo" (em espanhol).
1. ↑  Felipe, Andrés (2011). «Matriz de diseño exporatesanias» (PDF). Artesanias da Colombia. Consultado em 20 de outubro de 2020
2. ↑  Espectador, El. «ELESPECTADOR.COM». ELESPECTADOR.COM (em espanhol). Consultado em 20 de outubro de 2020
3. ↑  «Sopas colombianas: Mote de queso». Gastronomia.com (em espanhol). Consultado em 20 de outubro de 2020